# Lago Ravasanella
Il lago Ravasanella è un invaso artificiale situato all'altezza di 325 m s.l.m. che sbarra la Riale Ravasanella nei pressi del confine tra la provincia di Biella e quella di Vercelli. La diga e la maggior parte dello specchio d'acqua ricadono in comune di Roasio (VC), ma la parte più a monte del bacino lacustre sconfina nei comuni di Curino e di Sostegno (BI).

## Origine e collocazione

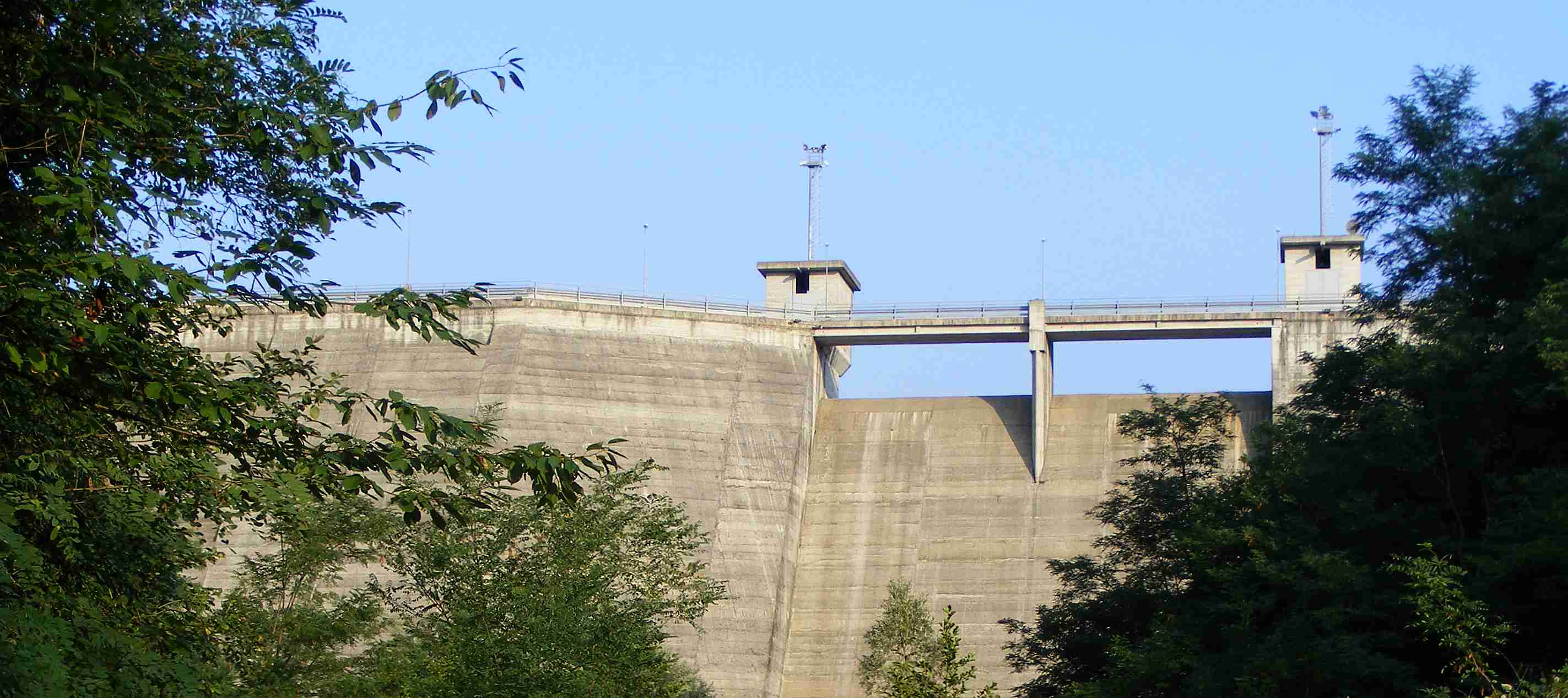
La diga vista da est

La Riale Ravasanella è uno dei corsi d'acqua che danno origine al torrente Rovasenda, a sua volta tributario del Cervo; anche altri corsi d'acqua minori contribuiscono però ad alimentare il bacino. L'invaso è stato realizzato negli anni '80 del Novecento per scopi irrigui e ha un perimetro di 6,92 km, con lunghezza massima di 2,56 km e larghezza massima 600 m; il massimo volume invasato è di 5,5 milioni di metri cubi. Viene gestito dal consorzio di bonifica della Baraggia Biellese e Vercellese il quale lo utilizza per alimentare la propria rete di canali irrigui a servizio della risicoltura dell'alta pianura biellese e vercellese. Il centro abitato più prossimo alla diga è Castelletto Villa, una frazione di Roasio.

## Escursionismo e pesca

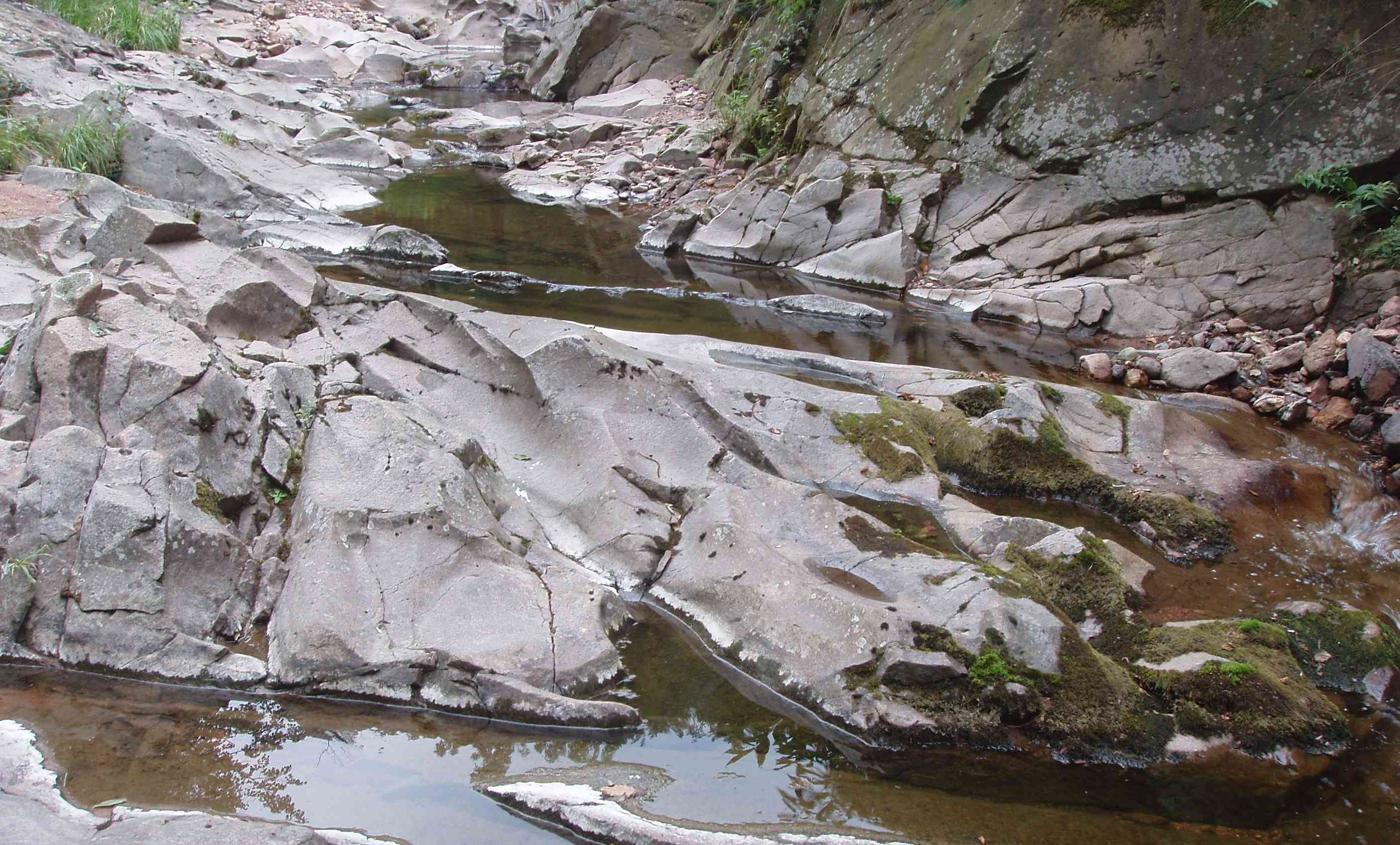
La Riale Ravasanella nei pressi del lago in un periodo di magra

Una breve ma piacevole escursione permette di raggiungere la parte più a monte del lago discendendo lungo il corso della Riale Ravasanella a partire dalla strada che collega Curino con Sostegno.
L'invaso è dominato a est dal dosso di San Bernardo (464 m), sul quale sorge l'omonima cappella e dove transita la G.t.B..

Il lago è piuttosto pescoso e sono presenti carpe, tinche e lucci, anche di notevoli dimensioni.